# Marie Louise van Orléans (1662-1689)
Marie Louise van Orléans (Palais-Royal, Parijs, 26 maart 1662 – Madrid, Spanje, 12 februari 1689) was als eerste vrouw van koning Karel II koningin van Spanje (onder de Spaanse naam María Luisa) van1679 tot aan haar dood in 1689. Ze was een telg van de Franse koninklijke familie.

## Jeugd
Marie Louise was de oudste dochter van Filips I, hertog van Orléans en diens eerste vrouw prinses Henriëtta Anne van Engeland.
Haar grootouders aan vaderskant waren, Lodewijk XIII van Frankrijk en Anne van Oostenrijk. Haar grootouders aan moederskant Karel I van Engeland en Henriëtta Maria van Frankrijk. Ze was langs vaderszijde een nicht van koning Lodewijk XIV van Frankrijk en langs moederszijde van de koningen Karel II en Jacobus II van Engeland.
Marie Louise had een gelukkige jeugd in Frankrijk, ze was het meest te vinden in de residenties van haar vader, het Palais-Royal te Parijs en het kasteel van Saint-Cloud, buiten de hoofdstad. Ze was een mooi en vrolijk kind en de hertog van Orléans was dol op haar. Haar moeder daarentegen was diep teleurgesteld dat haar eerste kind geen zoon was en kon met haar niet goed opschieten.
Nadat ze haar moeder op de leeftijd van acht jaar had verloren, hertrouwde haar vader met Elisabeth Charlotte van de Palts, die als een tweede moeder veel genegenheid zou tonen voor Marie Louise en haar jongere zuster Anne Marie. Voor de rest van haar leven bleef Marie Louise contact houden met haar stiefmoeder, via brieven.

## Huwelijk met Karel II

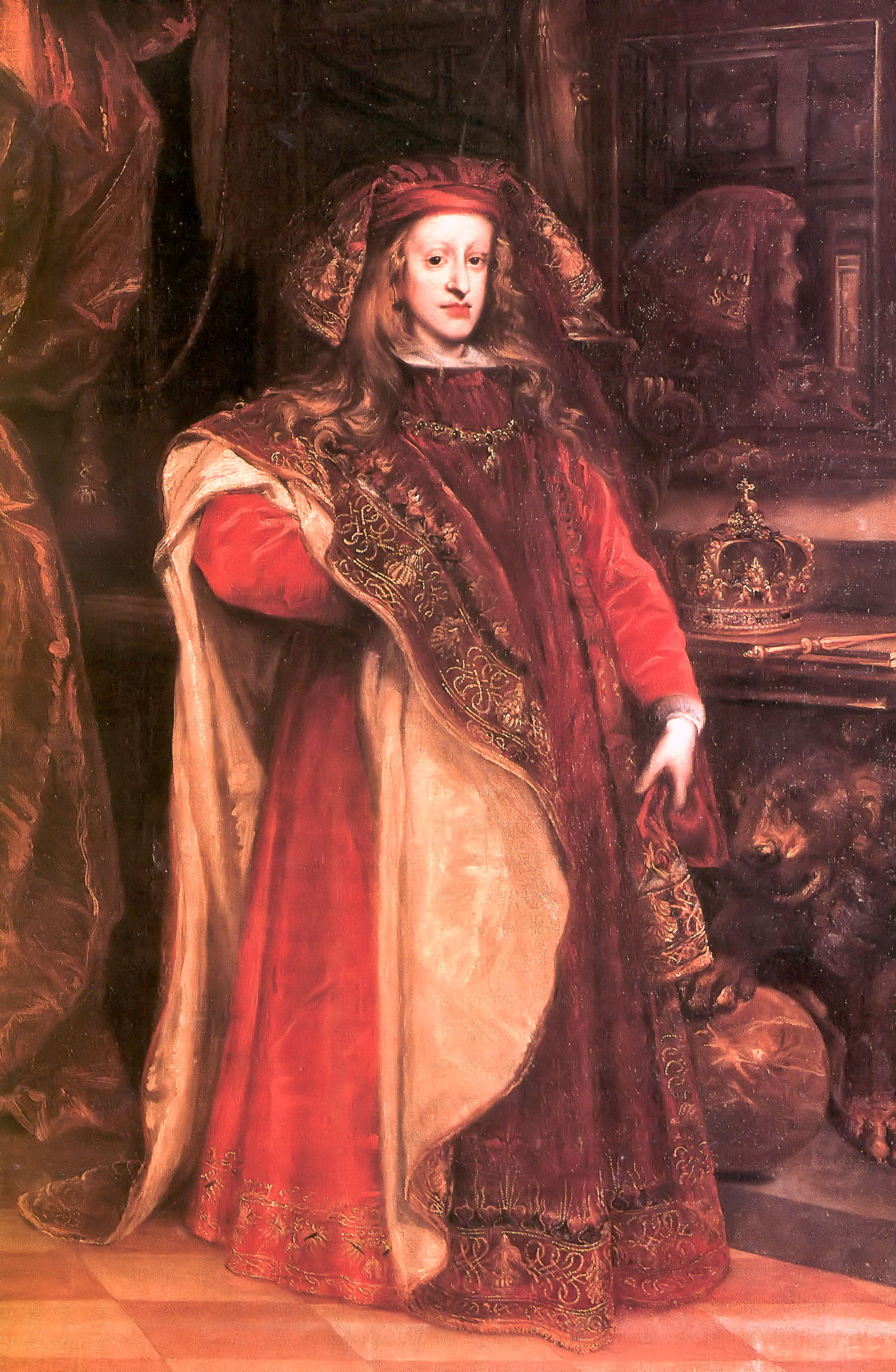
Koning Karel II

Aanvankelijk dacht Lodewijk XIV eraan om zijn nichtje te laten trouwen met zijn eigen zoon, de Grand Dauphin, iets waar ze zelf mee kon instemmen.
Om louter politieke redenen probeerde hij haar uiteindelijk uit te huwen aan de Spaanse koning Karel II. Daarmee wilde de Zonnekoning de relaties met Spanje verbeteren en beletten dat Karel zou trouwen met de dochter van keizer Leopold I, een van zijn grootste politieke tegenstanders.
Door de invloed van Lodewijks echtgenote koningin Maria Theresia (een halfzuster van Karel II) koos de Spaanse koning voor Marie Louise.
Marie Louise was over die keuze niet geraadpleegd en schrok hevig toen ze de naam van haar aanstaande vernam, want Karel stond algemeen bekend als een afstotelijk wezen: hij was misvormd, ziekelijk en achterlijk. Bovendien was het Spaanse hof veel strenger als het Franse. Ze huilde en smeekte haar oom in het openbaar om het huwelijk niet te laten plaatsvinden. Lodewijk antwoordde dat hij erg van haar hield, maar zij moest beseffen dat "personen als zij aan de Staat toebehoren". Het huwelijk kon letterlijk oorlogen voorkomen. Overigens was het bruidspaar nauw verwant: Marie Louises Spaanse grootmoeder Anna van Oostenrijk was een tante van Karel II.
Op 30 augustus 1679 trouwde ze met de handschoen, waarna ze, vol tranen, naar Spanje vertrok. Bij haar vertrek wees Lodewijk XIV op haar plicht met de woorden: “Madame, je souhaite de vous dire adieux pour jamais ; ce serait le plus grand des malheurs qui vous pût arriver de revenir en France” ("Madame, ik wens u vaarwel voor altijd te zeggen; naar Frankrijk terugkeren zou het grootste ongeluk zijn dat u kan overkomen").

## Koningin van Spanje
Na in Spanje te zijn aangekomen ontmoette ze op 19 november 1679 haar gemaal in het dorp Quintanapalla dichtbij Burgos, waarna ze samen naar Madrid reisden. Hun eerste gesprekken verliepen met de Franse ambassadeur als tolk, want Karel kende geen Frans en Marie-Louise was net begonnen Spaans te leren.
Karel was vanaf het begin van het huwelijk hevig verliefd op op zijn charmante echtgenote. Het omgekeerde kon niet worden gezegd. De koning zag er niet alleen lelijk en idioot uit, hij had ook geen enkele elegantie of culturele belangstelling. Marie-Louise vond niets aangenaam aan Spanje (bij haar aankomst in Madrid maakte ze meteen een autodafe van de Spaanse inquisitie mee). Ze ondervond snel de dwang van de Spaanse hofetiquette, die haar bijna tot een gevangene maakte. Bovendien stond een groot deel van het hof vijandig tegenover de Franse koningin. Sommigen zagen in haar een spionne van Lodewijk XIV. Onder die vijanden bevond zich aanvankelijk de koningin-moeder Maria Anna van Oostenrijk, die zelf gewild had dat Karel II zou zijn getrouwd met de dochter van (haar broer) Leopold I, maar na een tijd nam Maria Anna een meer vriendelijke houding aan, ook al bleef Marie Louise haar wantrouwen.
De voornaamste taak van de koningin was het baren van een troonopvolger. Daar hing veel van af, want Karel II was de laatste levende telg van de Spaanse Habsburgers en zonder nageslacht zou de Spaanse kroon in buitenlandse handen komen. Maar het koppel kreeg geen kinderen. Algemeen wordt aangenomen dat de ziekelijke Karel impotent was. Marie-Louises stiefmoeder Elisabeth-Charlotte schreef dat Karel door zijn debiliteit niet in staat was zich voort te planten. Toch legden Marie Louises vijanden aan het hof de schuld bij haar. Ze werd er zelfs van beschuldigd bewust een zwangerschap te vermijden om Spanje in moeilijkheden te brengen. Zo bleef ze paardrijden (wat geacht werd niet bevorderend te zijn voor een zwangerschap) en ze liet "verdachte" medicamenten uit Frankrijk overkomen. Sommigen raadden de koning aan zijn huwelijk te laten annuleren wegens steriliteit van Marie Louise, maar Karel bleef helemaal aan haar kant staan.
Karel zelf meende dat hijzelf of zijn vrouw behekst waren en deed beroep op exorcisten om daar iets tegen te doen. Koning en koningin baden veel en gingen op bedevaart. Maar het huwelijk bleef kinderloos.
Deze treurige toestand maakte de koningin depressief. Ze bleef lang in bed, soms de helft van de dag, en at ook bijzonder veel, waardoor ze zwaarlijvig werd.

## Overlijden
Na bijna tien jaar huwelijk probeerde een hofkliek nog altijd om haar in ongenade te doen vallen, toen er iets onverwachts gebeurde. Een dag na het paardrijden voelde de koningin een opkomende pijn in haar maag, daardoor moest ze de rest van de avond in bed blijven. In de nacht van 12 februari 1689 stierf Marie Louise. Volgen een getuige sprak ze tot Karel II bij haar afscheid: "Zijne Majesteit zal waarschijnlijk nog vrouwen hebben, maar slechts weinigen zullen zoveel houden van u als ik".
Volgens haar arts overleed ze aan cholera en dit lijkt ook de meest waarschijnlijke doodsoorzaak, maar er waren meteen geruchten dat ze was vergiftigd. Ze was 27 jaar, even oud als haar moeder, die eveneens in verdachte omstandigheden was gestorven. Ze geloofde zelf dat haar schoonmoeder probeerde haar te vergiftigen. Bovendien verbleef de intrigante Olympia Mancini, die van meerdere gifmoorden werd beschuldigd, sinds kort in Madrid. In Frankrijk, waar men enkele jaren eerder de grote gifaffaire had meegemaakt, was vrijwel iedereen ervan overtuigd dat ze was vergiftigd. De enen dachten dat ze was vermoord omdat ze geen kinderen kon krijgen, zodat de koning kon hertrouwen. De anderen zagen er de hand van Oostenrijk in om de Franse invloed in Spanje te verminderen. Immers, haar overlijden kon voor Lodewijk XIV op geen slechter ogenblik komen, De Negenjarige Oorlog was net uitgebroken en Spanje, op dat moment nog neutraal, zou enkele maanden later tot de alliantie tegen Frankrijk toetreden.
Karel II was totaal gebroken door de dood van zijn echtgenote.
Kort naar haar dood begonnen de Spaanse ministers te zoeken naar een tweede vrouw voor de koning, de vooraanstaande kandidaten waren de Italiaanse prinses Anna Maria Luisa de' Medici en de Duitse prinses Maria Anna van Beieren. Deze ministers lieten Karel de portretten van beide kandidaten zien, zodat hij kon kiezen. Terwijl Karel naar de portretten keek zei hij: “De dame uit Toscane is mooi, en de dame uit Neuburg ziet er ook niet lelijk uit.” Maar toen draaide Karel zich om en liep naar een portret van Marie Louise en nadat hij het had bekeken zei hij: “Deze dame was echt beeldschoon”. Uiteindelijk werd er gekozen voor Maria Anna van Beieren.
De nieuwe koningin was zowel qua schoonheid als qua karakter niet met Marie Louise te vergelijken. Ook dit huwelijk bleef kinderloos. Toen hij zijn eigen einde voelde naderen, liet de koning het graf van zijn eerste vrouw in het Escuriaal openen om haar gelaat nog eens te aanschouwen en zei haar : "Mijn koningin! Binnen een jaar kom ik u gezelschap houden."

## Kwartierstaat (voorouders)
| Filips III van Spanje (1578-1621) | Filips III van Spanje (1578-1621) | Filips III van Spanje (1578-1621) | Filips III van Spanje (1578-1621) | Filips III van Spanje (1578-1621) | Filips III van Spanje (1578-1621) |                                 |                                 | Margaretha van Oostenrijk (1584-1611) | Margaretha van Oostenrijk (1584-1611) | Margaretha van Oostenrijk (1584-1611) | Margaretha van Oostenrijk (1584-1611) | Margaretha van Oostenrijk (1584-1611) | Margaretha van Oostenrijk (1584-1611) |                                      |                                      | Hendrik IV van Frankrijk (1553-1610)    | Hendrik IV van Frankrijk (1553-1610)    | Hendrik IV van Frankrijk (1553-1610)    | Hendrik IV van Frankrijk (1553-1610)    | Hendrik IV van Frankrijk (1553-1610)    | Hendrik IV van Frankrijk (1553-1610)    |                                      |                                      | Maria de' Medici (1575-1642)              | Maria de' Medici (1575-1642)              | Maria de' Medici (1575-1642)              | Maria de' Medici (1575-1642)              | Maria de' Medici (1575-1642)              | Maria de' Medici (1575-1642)              |                                         |                                         | Jacobus I van Engeland (1566-1625)      | Jacobus I van Engeland (1566-1625)      | Jacobus I van Engeland (1566-1625)      | Jacobus I van Engeland (1566-1625)      | Jacobus I van Engeland (1566-1625) | Jacobus I van Engeland (1566-1625) |                                  |                                  | Anna van Denemarken (1574-1619)  | Anna van Denemarken (1574-1619)  | Anna van Denemarken (1574-1619) | Anna van Denemarken (1574-1619) | Anna van Denemarken (1574-1619) | Anna van Denemarken (1574-1619) |
| Filips III van Spanje (1578-1621) | Filips III van Spanje (1578-1621) | Filips III van Spanje (1578-1621) | Filips III van Spanje (1578-1621) | Filips III van Spanje (1578-1621) | Filips III van Spanje (1578-1621) |                                 |                                 | Margaretha van Oostenrijk (1584-1611) | Margaretha van Oostenrijk (1584-1611) | Margaretha van Oostenrijk (1584-1611) | Margaretha van Oostenrijk (1584-1611) | Margaretha van Oostenrijk (1584-1611) | Margaretha van Oostenrijk (1584-1611) |                                      |                                      | Hendrik IV van Frankrijk (1553-1610)    | Hendrik IV van Frankrijk (1553-1610)    | Hendrik IV van Frankrijk (1553-1610)    | Hendrik IV van Frankrijk (1553-1610)    | Hendrik IV van Frankrijk (1553-1610)    | Hendrik IV van Frankrijk (1553-1610)    |                                      |                                      | Maria de' Medici (1575-1642)              | Maria de' Medici (1575-1642)              | Maria de' Medici (1575-1642)              | Maria de' Medici (1575-1642)              | Maria de' Medici (1575-1642)              | Maria de' Medici (1575-1642)              |                                         |                                         | Jacobus I van Engeland (1566-1625)      | Jacobus I van Engeland (1566-1625)      | Jacobus I van Engeland (1566-1625)      | Jacobus I van Engeland (1566-1625)      | Jacobus I van Engeland (1566-1625) | Jacobus I van Engeland (1566-1625) |                                  |                                  | Anna van Denemarken (1574-1619)  | Anna van Denemarken (1574-1619)  | Anna van Denemarken (1574-1619) | Anna van Denemarken (1574-1619) | Anna van Denemarken (1574-1619) | Anna van Denemarken (1574-1619) |
|                                   |                                   |                                   |                                   |                                   |                                   |                                 |                                 |                                       |                                       |                                       |                                       |                                       |                                       |                                      |                                      |                                         |                                         |                                         |                                         |                                         |                                         |                                      |                                      |                                           |                                           |                                           |                                           |                                           |                                           |                                         |                                         |                                         |                                         |                                         |                                         |                                    |                                    |                                  |                                  |                                  |                                  |                                 |                                 |                                 |                                 |
|                                   |                                   |                                   |                                   |                                   |                                   |                                 |                                 |                                       |                                       |                                       |                                       |                                       |                                       |                                      |                                      |                                         |                                         |                                         |                                         |                                         |                                         |                                      |                                      |                                           |                                           |                                           |                                           |                                           |                                           |                                         |                                         |                                         |                                         |                                         |                                         |                                    |                                    |                                  |                                  |                                  |                                  |                                 |                                 |                                 |                                 |
|                                   |                                   |                                   |                                   | Anna van Oostenrijk (1601-1666)   | Anna van Oostenrijk (1601-1666)   | Anna van Oostenrijk (1601-1666) | Anna van Oostenrijk (1601-1666) | Anna van Oostenrijk (1601-1666)       | Anna van Oostenrijk (1601-1666)       |                                       |                                       |                                       |                                       |                                      |                                      | Lodewijk XIII van Frankrijk (1601-1643) | Lodewijk XIII van Frankrijk (1601-1643) | Lodewijk XIII van Frankrijk (1601-1643) | Lodewijk XIII van Frankrijk (1601-1643) | Lodewijk XIII van Frankrijk (1601-1643) | Lodewijk XIII van Frankrijk (1601-1643) |                                      |                                      | Henriëtta Maria van Frankrijk (1609-1669) | Henriëtta Maria van Frankrijk (1609-1669) | Henriëtta Maria van Frankrijk (1609-1669) | Henriëtta Maria van Frankrijk (1609-1669) | Henriëtta Maria van Frankrijk (1609-1669) | Henriëtta Maria van Frankrijk (1609-1669) |                                         |                                         |                                         |                                         |                                         |                                         | Karel I van Engeland (1600-1649)   | Karel I van Engeland (1600-1649)   | Karel I van Engeland (1600-1649) | Karel I van Engeland (1600-1649) | Karel I van Engeland (1600-1649) | Karel I van Engeland (1600-1649) |                                 |                                 |                                 |                                 |
|                                   |                                   |                                   |                                   | Anna van Oostenrijk (1601-1666)   | Anna van Oostenrijk (1601-1666)   | Anna van Oostenrijk (1601-1666) | Anna van Oostenrijk (1601-1666) | Anna van Oostenrijk (1601-1666)       | Anna van Oostenrijk (1601-1666)       |                                       |                                       |                                       |                                       |                                      |                                      | Lodewijk XIII van Frankrijk (1601-1643) | Lodewijk XIII van Frankrijk (1601-1643) | Lodewijk XIII van Frankrijk (1601-1643) | Lodewijk XIII van Frankrijk (1601-1643) | Lodewijk XIII van Frankrijk (1601-1643) | Lodewijk XIII van Frankrijk (1601-1643) |                                      |                                      | Henriëtta Maria van Frankrijk (1609-1669) | Henriëtta Maria van Frankrijk (1609-1669) | Henriëtta Maria van Frankrijk (1609-1669) | Henriëtta Maria van Frankrijk (1609-1669) | Henriëtta Maria van Frankrijk (1609-1669) | Henriëtta Maria van Frankrijk (1609-1669) |                                         |                                         |                                         |                                         |                                         |                                         | Karel I van Engeland (1600-1649)   | Karel I van Engeland (1600-1649)   | Karel I van Engeland (1600-1649) | Karel I van Engeland (1600-1649) | Karel I van Engeland (1600-1649) | Karel I van Engeland (1600-1649) |                                 |                                 |                                 |                                 |
|                                   |                                   |                                   |                                   |                                   |                                   |                                 |                                 |                                       |                                       | Filips van Orléans (1640-1701)        | Filips van Orléans (1640-1701)        | Filips van Orléans (1640-1701)        | Filips van Orléans (1640-1701)        | Filips van Orléans (1640-1701)       | Filips van Orléans (1640-1701)       |                                         |                                         |                                         |                                         |                                         |                                         |                                      |                                      |                                           |                                           |                                           |                                           |                                           |                                           | Henriëtta Anne van Engeland (1644-1670) | Henriëtta Anne van Engeland (1644-1670) | Henriëtta Anne van Engeland (1644-1670) | Henriëtta Anne van Engeland (1644-1670) | Henriëtta Anne van Engeland (1644-1670) | Henriëtta Anne van Engeland (1644-1670) |                                    |                                    |                                  |                                  |                                  |                                  |                                 |                                 |                                 |                                 |
|                                   |                                   |                                   |                                   |                                   |                                   |                                 |                                 |                                       |                                       | Filips van Orléans (1640-1701)        | Filips van Orléans (1640-1701)        | Filips van Orléans (1640-1701)        | Filips van Orléans (1640-1701)        | Filips van Orléans (1640-1701)       | Filips van Orléans (1640-1701)       |                                         |                                         |                                         |                                         |                                         |                                         |                                      |                                      |                                           |                                           |                                           |                                           |                                           |                                           | Henriëtta Anne van Engeland (1644-1670) | Henriëtta Anne van Engeland (1644-1670) | Henriëtta Anne van Engeland (1644-1670) | Henriëtta Anne van Engeland (1644-1670) | Henriëtta Anne van Engeland (1644-1670) | Henriëtta Anne van Engeland (1644-1670) |                                    |                                    |                                  |                                  |                                  |                                  |                                 |                                 |                                 |                                 |
|                                   |                                   |                                   |                                   |                                   |                                   |                                 |                                 |                                       |                                       |                                       |                                       |                                       |                                       |                                      |                                      |                                         |                                         |                                         |                                         |                                         |                                         |                                      |                                      |                                           |                                           |                                           |                                           |                                           |                                           |                                         |                                         |                                         |                                         |                                         |                                         |                                    |                                    |                                  |                                  |                                  |                                  |                                 |                                 |                                 |                                 |
|                                   |                                   |                                   |                                   |                                   |                                   |                                 |                                 |                                       |                                       |                                       |                                       |                                       |                                       |                                      |                                      |                                         |                                         |                                         |                                         |                                         |                                         |                                      |                                      |                                           |                                           |                                           |                                           |                                           |                                           |                                         |                                         |                                         |                                         |                                         |                                         |                                    |                                    |                                  |                                  |                                  |                                  |                                 |                                 |                                 |                                 |
|                                   |                                   |                                   |                                   |                                   |                                   |                                 |                                 |                                       |                                       |                                       |                                       | Marie Louise van Orléans (1662-1689)  | Marie Louise van Orléans (1662-1689)  | Marie Louise van Orléans (1662-1689) | Marie Louise van Orléans (1662-1689) | Marie Louise van Orléans (1662-1689)    | Marie Louise van Orléans (1662-1689)    |                                         |                                         | Filips Karel van Orléans (1664-1666)    | Filips Karel van Orléans (1664-1666)    | Filips Karel van Orléans (1664-1666) | Filips Karel van Orléans (1664-1666) | Filips Karel van Orléans (1664-1666)      | Filips Karel van Orléans (1664-1666)      |                                           |                                           | Anne Marie van Orléans (1669-1728)        | Anne Marie van Orléans (1669-1728)        | Anne Marie van Orléans (1669-1728)      | Anne Marie van Orléans (1669-1728)      | Anne Marie van Orléans (1669-1728)      | Anne Marie van Orléans (1669-1728)      |                                         |                                         |                                    |                                    |                                  |                                  |                                  |                                  |                                 |                                 |                                 |                                 |

- Biblioteca Nacional de Chile: 000632298
- Bibliothèque nationale de France: cb10005722m (data)
- Catàleg d'autoritats de noms i títols de Catalunya: 981058614675706706
- Gemeinsame Normdatei: 104189576
- International Standard Name Identifier: 0000 0000 2628 3978
- Library of Congress Control Number: n88145361
- Nationale Bibliotheek van Israël: 987007452303005171
- Nationale Bibliotheek van Polen: a0000003585802
- Nederlandse Thesaurus van Auteursnamen: 120800411
- Istituto Centrale per il Catalogo Unico: MILV336871
- LIBRIS: 209266
- Système universitaire de documentation: 095116672
- Union List of Artist Names: 500035070
- Virtual International Authority File: 17655678
- WorldCat: E39PBJvXkDP96vFXY46p7tPRKd